# قافلة الصمود
قَافِلَةُ الصُّمُودِ  (وتُعرف أيضًا بـ قافلة الصمود البرية لكسر الحصار على غزة )، هي قافلة برية تضامنية إنسانية شعبية تهدف إلى كسر الحصار عن قطاع غزة بعد انطلاقها برًا من تونس. وهي مبادرة رمزية غير مسلحة تهدف لكسر الحصار ولفت انتباه العالم إلى المجازر والتجويع في غزة. دعا ناشطون إلى توسيع القافلة حتى تضم الآلاف، ليكون لها أثر أكبر في الضغط على الحكومات، منادين بما وصفوه «الزحف الشعبي» من كل الأوطان العربية والإسلامية.
تسعى القافلة إلى الوصول إلى معبر رفح في جنوب قطاع غزة، بعد كسر الحصار الإسرائيلي المفروض على القطاع وعبور الحدود المصرية الفلسطينية.
انطلقت القافلة في 9 يونيو 2025، بمشاركة نحو 1500 شخص وقرابة 20 حافلة 350 سيارة، جاء معظم المشاركين من تونس، بالإضافة إلى مشاركين من الجزائر وليبيا وموريتانيا والمغرب و السودان . وفي الوقت نفسه أعلن «التحالف الدولي ضد الاحتلال الإسرائيلي» أن نحو 4 آلاف من المتضامنين، المنتمين إلى 80 دولة حول العالم، بينهم برلمانيون أوروبيون، سيشاركون في «المسيرة العالمية إلى غزة» للوصول سيرا على الأقدام إلى القطاع الفلسطيني المحاصر. في 17 يونيو 2025، أُحبطت مسيرة القافلة وعادت إلى تونس (مكان الانطلاقة) بعد أن حالت العوائق التي تعرضت لها من قبل القوات الموالية للواء خليفة حفتر دون إتمام مهمتها لكسر الحصار عن غزة.

## السياق والدوافع

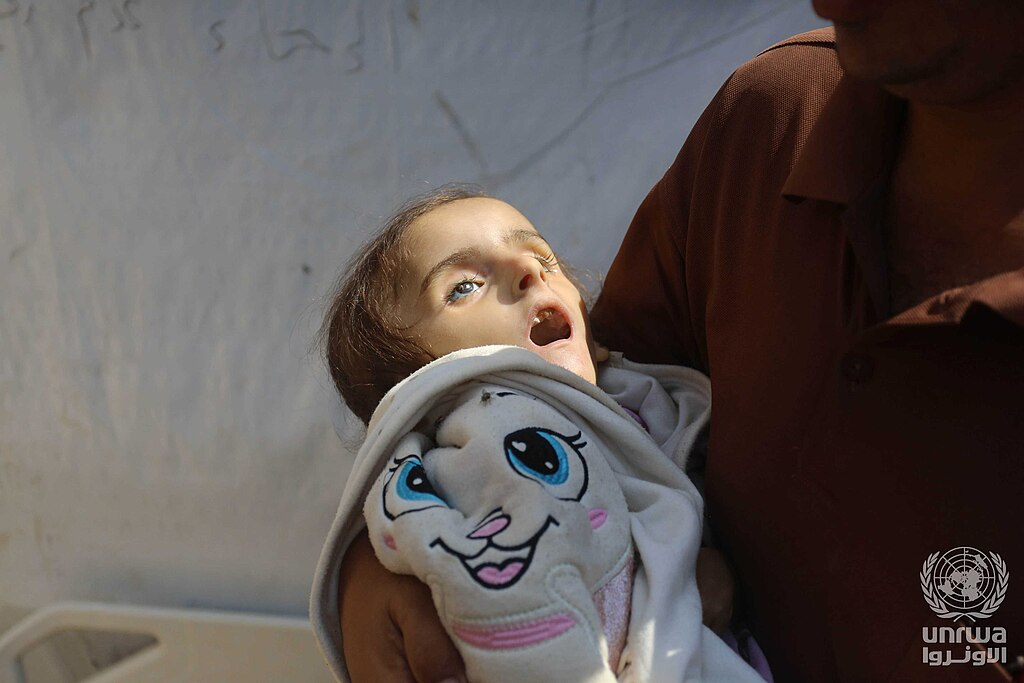
فتاة فلسطينية تبلغ من العمر 4 سنوات، فقدت حياتها بسبب سوء التغذية ونقص العلاج نتيجة الحرب على غزة.

جاءت القافلة في سياق العدوان المستمر على قطاع غزة منذ أكتوبر 2023، والتي أدت إلى دمار أكثر من 70% من القطاع، وسقوط أزود من 182 ألف فلسطيني بين شهيد وجريح معظمهم أطفال ونساء، وما يزيد على 11 ألف مفقود، وسط حصار خانق يهدد حياة أكثر من مليوني فلسطيني. وقد تفاقمت الأوضاع الإنسانية إلى مستوى الكارثة، في وثيقة مسربة للأمم المتحدة ذكرت أن 95% من سكان غزة يعانون من انعدام الأمن الغذائي. مع تحذيرات دولية من مجاعة ونقص كارثي في الإمدادات الطبية والغذائية.
في مواجهة هذا الوضع، ظهرت دعوات شعبية متزايدة في دول المغرب العربي لمساندة سكان القطاع بشكل فعلي وملموس، تتجاوز الشعارات والدعم الرمزي إلى تحرك ميداني حقيقي. جاءت قافلة الصمود كأداة حيوية لتحريك الضمير العام، ولفت الانتباه الدولي إلى ما يجري، والضغط من أجل إنهاء الحصار.

## تسلسل الأحداث
- 7 أكتوبر 2023، ترتكب دولة إسرائيل- بدعم أمريكي - إبادة جماعية بغزة، تشمل قتلا وتجويعا وتدميرا وتهجيرا، متجاهلة النداءات الدولية وأوامر لمحكمة العدل الدولية بوقفها.[13]
- 3 أبريل 2024، أعلنت عدة منظمات مدنية تونسية عن إطلاق قافلة طبية إنسانية برية ستنطلق من تونس إلى قطاع غزة بعد عيد الفطر، على أن تضم العشرات من الأطباء والممرضين بالإضافة إلى معدات طبية. ومع ذلك، تعذّر تنفيذ هذا المخطط في حينه.[14][15]
- 13 مايو 2025، بدأت استعدادات القافلة، حيث أعلنت تنسيقية العمل المشترك من أجل فلسطين في تونس عنها في ندوة صحفية سبقها بلاغ أصدرته.[16]
- 8 يونيو 2025، أُعلن عن البدء الفعلي للمشروع، ودُعي جميع المشاركين المسجلين مسبقًا إلى حضور دورة تدريبية ركّزت على الإسعافات الأولية، والبروتوكولات القانونية ذات الصلة بالقافلة، وأساسيات المقاومة اللاعنفية.[17]
- 9 يونيو 2025، انطلقت القافلة من تونس محمولة على متنها 1500 مشارك تونسي إلى جانب 200 مشارك من الجزائر، بالإضافة إلى مشاركين من دول أخرى مثل ليبيا، موريتانيا، والمغرب.
- 10 يونيو 2025، وصول القافلة إلى ليبيا عبر معبر معبر رأس جدير،[18] قضى المشاركون ليلتهم في مخيم جوددائم.[19][20]
- 12 يونيو 2025، انطلقت المسيرة العالمية إلى غزة بمشاركة نحو 2,000–3,000 ناشط من حوالي 50 دولة، للسير مشيًا من العريش إلى معبر رفح المصري، للإقامة على الحدود 3 أيام مطالبين بفتح المعبر ورفع الحصار عن غزة.[21]
- 12 يونيو 2025، قامت قوات شرق ليبيا التابعة للواء خليفة حفتر بإيقاف قافلة الصمود عند مدخل مدينة سرت، موضحة أنها تنتظر تعليمات من بنغازي للمرور، والذي دفع منظّمي القافلة للتخييم في الموقع لحين الحصول على الموافقات اللازمة.[22]
- 12 يونيو 2025، قامت قوات شرق ليبيا التابعة للواء خليفة حفتر بإيقاف قافلة الصمود عند مدخل مدينة سرت، موضحة أنها تنتظر تعليمات من بنغازي للمرور، والذي دفع منظّمي القافلة للتخييم في الموقع لحين الحصول على الموافقات اللازمة.[22]
- 12 يونيو 2025، قامت السلطات المصرية بترحيل أولى أفواج الوفد المغربي، من مطار القاهرة الدولي، الذين لم يتثني لهم المشاركة في القافلة البرية نظرًا لغلق الحدود المغربية الجزائرية.[23]
- 12 يونيو 2025، احتجزت السلطات المصرية في مطار القاهرة أكثر من 200 ناشط من جنسيات تونسية، فرنسية، جزائرية وغيرها ورحلت العديد منهم بعد اقتحام فنادقهم، لمنعهم من الانضمام إلى «القافلة» المتجهة إلى غزة. بالإضافة لنشطاء دوليين، بمن فيهم نشطاء من أحزاب كحزب ميرا25. كما قامت بالقبض على وترحيل نشطاء أتراك من أمام فندقهم بعدما رفعوا أعلام فلسطينية.[24][25]
- 13 يونيو 2025، سلطات شرق ليبيا التابعة للواء خليفة حفتر، تقطع الإنترنت عن قافلة الصمود، وأنباء عن وجود خلافات داخل الأجهزة الأمنية والعسكرية، بين مدخلية تعارض مرور القافلة وأخرى تسعى إلى منع الشبان الليبيين المرافقين فقط.[26]
- 14 يونيو 2025، محاولة بعض رجال أعمال ليبيين إكمال مسيرة القافلة بسفن مستأجرة، بعد أن وضعت سلطات شرق ليبيا التابعة للواء خليفة حفتر شروطا لعبور القافلة.[27]
- 14 يونيو 2025، قوات اللواء خليفة حفتر تطوق القافلة في قلب الصحراء الليبية وتمنع وصول الإمدادات إليها، وسط تحذيرات من تعريض حياة المشاركين للخطر.[28]
- 14 يونيو 2025، اعتداء بلطجية على نشطاء القافلة المتضامنة مع غزة في مصر، من بينهم النائب التركي فاروق دينتش، فيما أكدت السلطات التركية ثبوت استقرار حالته، وحثت أنقرة القاهرة على وقف هذه الاعتداءات.[29]
- 14 يونيو 2025، اعتداء قوات موالية للواء خليفة حفتر على القافلة، واعتقال مجموعة من الناشطين.[30]
- 14 يونيو 2025، تراجع القافلة نحو منطقة أبوقرين شرق مصراتة، بعد تصعيد من القوات الموالية للواء خليفة حفتر.[30]
- 16 يونيو 2025، تنسيقية قافلة الصمود تطالب القوات الموالية لحفتر الإفراج عن المعتقلين المشاركين من القافلة، مقابل عودتها إلى تونس.[31]
- 17 يونيو 2025، إفراج القوات الموالية لحفتر عن جميع المعتقلين المشاركين في القافلة مقابل عودة القافلة إلى تونس.[32]
- 17 يونيو 2025، إحباط مسيرة قافلة الصمود وعودتها إلى تونس (مكان الانطلاقة) بعد أن حالت العوائق دون إتمام مهمتها لكسر الحصار عن غزة.[33]
- 24 يونيو 2025 .النائبة بمجلس نواب الشعب فاطمة المسدي تقدم شكوى ضد وائل نوار . الناطق الرسمي باسم القافلة .تتهمه فيها بالتشهير والتحريض عليها [34]

## الأهداف
1. وقف الإبادة الجماعية في غزة: العمل الجماعي والفعّال لوقف الجرائم والانتهاكات المستمرة التي يرتكبها الاحتلال الإسرائيلي ضد الشعب الفلسطيني، مع التركيز على محاسبة استخدام التجويع كسلاح ضد المدنيين، والتصدي للقتل الممنهج الذي يهدد حياة آلاف الأطفال ويعرض المجتمع الفلسطيني لخطر الإبادة.
2. إدخال المساعدات الإنسانية فورًا: المطالبة العاجلة بفتح معبر رفح لإدخال المساعدات الغذائية والطبية والإمدادات الأساسية، في ظل تكدس آلاف الشاحنات على الحدود. كما يُشدد على ضرورة تنسيق الجهود الشعبية والرسمية لضمان وصول الإغاثة لسكان غزة دون قيود أو تأخير، ودعم كل مبادرة إنسانية تسهم في تحقيق ذلك.
3. كسر الحصار وفتح الممرات الإنسانية: الدعوة إلى رفع الحصار الإسرائيلي المفروض على غزة بشكل كامل وغير مشروط، وفتح ممر إنساني دائم يضمن تدفق الاحتياجات الأساسية مثل الغذاء، الماء، الوقود، والمستلزمات الطبية، مع إزالة كل العراقيل التي تعيق الحياة في القطاع.
4. تحريك الرأي العام العالمي: توحيد جهود المجتمع المدني حول العالم لمواجهة صمت المجتمع الدولي وتواطؤ بعض الحكومات، مع دعوة البرلمانات والسياسيين للضغط على حكوماتهم، وتسليط الضوء الإعلامي على جرائم الاحتلال، بهدف حشد دعم عالمي للعدالة والحقوق الفلسطينية.
5. محاسبة مرتكبي الجرائم والانتهاكات: الدعوة إلى محاسبة جميع المسؤولين عن انتهاك القانون الدولي وارتكاب جرائم ضد الفلسطينيين، مع تحميل الهيئات الدولية مسؤولياتها القانونية والأخلاقية تجاه الشعب الفلسطيني، وضمان عدم الإفلات من العقاب.

## المسار المخطط له
- تونس: الانطلاق من العاصمة تونس: مرور بـ صفاقس ثم بـ قابس ثم معبر رأس جدير (الحدود التونسية الليبية).
- ليبيا: الدخول إلى زوارة عبر معبر رأس جدير. المرور بـ الزاوية. التوقف في طرابلس (وُثّق كمحطة رئيسية). المرور بـ مصراتة. مواصلة الطريق الساحلي عبر: سرت، إجدابيا، طبرق، الوصول إلى الحدود الليبية-المصرية عند السلوم.
- مصر: عبور السلوم نحو الطريق الساحلي الغربي. المرور بـ: مرسى مطروح، الإسكندرية، القاهرة، ثم التوجّه إلى العريش في شمال سيناء، الوصول إلى معبر رفح البري.
- فلسطين (غزة): الدخول إلى قطاع غزة إذا تم السماح، من المتوقع التوجه نحو: خان يونس، غزة المدينة.

## التغطية الإعلامية
حظيت القافلة بتغطية إعلامية واسعة على الصعيد الدولي، مما رفع حجم الضغط الإعلامي على مسألة حصار غزة. وتداولت وكالات الأنباء صور المشاركين وهم يلوحون بالأعلام الفلسطينية ويصدحون بشعارات التضامن، واحتلت القافلة عدة وسوم مثل «#قافلة_الصمود»، و«#قافلة_الصمود_تمثلنا»، و«#قافلة_عربية_لكسر_حصار_غزة» صدارة مواقع التواصل الاجتماعي، حيث نقلت لحظة بلحظة تحركات أعضاء القافلة داخل المدن.
شارك رئيس الاتحاد العالمي لعلماء المسلمين الشيخ علي القره داغي النشطاء على منصة «إكس»، داعياً المسلمين للمشاركة في قوافل كسر الحصار نصرة لغزة، ومؤكدا أن دعم هذه القوافل علامة من علامات الإيمان الحي، مطالباً بالانتقال من الأقوال إلى الأفعال عبر رجال ونساء يركبون قوارب الضمير. وتفاعل آلاف المتابعين مع أنشطة القافلة، موثقين تحركاتها بالصور والفيديوهات، مطالبين بتنظيم فعاليات في الميادين والجامعات والشوارع العامة لنقل القضية إلى خارج إطار المنصات الرقمية، ونشر الوعي بها ليحدث تحرك جماهيري تلقائي.

## ردود الفعل

### دولية
- إسرائيل: أبلغت تل أبيب القاهرة بطلب رسمي بمنع مئات النشطاء الدوليين المؤيدين للفلسطينيين من التوجه إلى الحدود المصرية مع غزة، محذّرة من مخاطر محتملة على جنودها، وسط إجراءات احتجاز في مصر ورفض رسمي للقافلة حتى إصدار تأشيرات وموافقات أمنية،[37] ووصف موقع «أيميس» الإسرائيلي القافلة بالتحدي فقال: في حين نجحت إسرائيل في التعامل مع الأساطيل البحرية سابقًا، تُشكل المجموعة المتنقلة برًا تحديًا مختلفًا تمامًا. فالتهديد ليس بحريًا، بل بري، ويتطلب التنسيق والتعاون مع مصر لمنعها من الوصول إلى معبر رفح. ويمثل هذا، من بين أمور أخرى، اختبارًا للدبلوماسية الإسرائيلية وعلاقاتها مع القاهرة.
- مصر: ذكرت مصادر مصرية مطلعة أن «هذه القافلة تضع تحديات أمام السلطات في مصر، أولها أن دخول الأشخاص من الخارج يستلزم تأشيرات مسبقة، فضلاً عن أن هذا العدد الكبير من الأشخاص غير المعروفة انتماءاتهم ولا توجهاتهم، يصعّب الموقف الأمني، وكذلك فإن مسألة السماح لهم بالدخول وعبور مصر من غربها إلى شرقها لمسافة تتخطى 700 كلم تضع تحديات ضخمة أمام أجهزة الأمن». وفي حين قالت المصادر إن الموقف إزاء التعامل معهم «لم يحسم بعد»، لحساسية الأمر، رجحت «ألا يتم السماح بدخول القافلة، خاصة أن منظميها يعلمون أن المعابر لغزة مغلقة ولن تسمح إسرائيل بدخولهم». في بيان قال منظمو هذه القافلة «لا نريد ولا ننوي دخول مصر دون موافقة السلطات والتفاهم معها حول مختلف إجراءات الدخول». وأكد المنظمون أنهم بادروا منذ أسابيع إلى الاتصال بالسلطات المصرية، وأوضحوا لها طبيعة وأهداف القافلة، وأن هذا التحرك لا يستهدف تحميل مصر أي مسؤولية.[38]

### شخصيات عامة
- الدكتور علي الصلابي، الأمين العام للاتحاد العالمي لعلماء المسلمين، وصف القافلة بأنها: «تحركًا شعبيًا حضاريًا» يعبر عن وعي جماهيري عميق بعدالة القضية الفلسطينية ورفض الإبادة والظلم الطويل ضد غزة، وأضاف أن هذه المبادرة، وإن جاءت متأخرة وأقل من المتوقع، فهي ترسل رسالة حضارية للعالم مفادها أن «الشعوب الحية لن تصمت»، كما وجه نداء لقادة الغرب بالعودة إلى الحق والتخلي عن دعم ظالم إسرائيل، مؤكدًا أن غزة تمثل «الحصن الأخير» للدفاع عن كرامة الأمة.[39]
- شنّ إعلاميون وكتاب داعمون للنظام المصري، أبرزهم أحمد موسى، حملة ضد قافلة الصمود المغاربية، معتَبرين أنها «فخ» يهدف لإحراج القاهرة ونشر توتر سياسي وأمني.[40]
- الدكتور عبد الرزاق مقّري، عبر عن فخره بمشاركة أبنائه في «قافلة الصمود»، مشيرًا إلى مشاركة أصغر أبنائه (أحمد ياسين)، ومؤكدًا دعم القبائل الليبية لحماية القافلة رغم المخاطر.[41]
- دعم الدكتور كمال حبيب الباحث المتخصص في شؤون الجماعات الإسلامية: «القافلة ووجه رسالة للأزهر قائلًا: إنه لم يعد مقبولا أن يكتفي شيخ الأزهر بما يكتب أو يقول عن الإبادة الجماعية في غزة».[42]
- عضو مجلس النواب المصري مصطفى بكري اتخذ موقفا سلبيا من القافلة، مدعيًا أن الهدف من القافلة إحراج مصر، وأكد أن «القاهرة موقفها ثابت في دعم القضية الفلسطينية ورفض التهجير».
- المفكر القومي العربي معن بشور، دعم القافلة، وأضاف قائلا: «إن أبطال الأمة يكتبون فصول النصر في غزة رغم خذلان الحكومات، مشيدًا بصمود المقاومة ودعم الشعوب وقوافل التضامن التي تؤكد اقتراب انهيار الاحتلال».[43]

### منظمات
- دعا حزب «التجمع الوطني للإصلاح والتنمية»، ثاني أكبر حزب في البرلمان الموريتاني، الحكومات العربية والإسلامية إلى دعم تسهيل عبور القوافل الإنسانية إلى قطاع غزة.[44]
- ناشد التحالف العالمي لمناهضة احتلال فلسطين السلطات المصرية تسهيل دخول القافة نحو معبر رفح للمشاركة في اعتصام سلمي يوم 15 يونيو 2025 ضمن «المسيرة العالمية من أجل غزة».[45]
- دعت الرابطة التونسية لحقوق الإنسان السلطات الليبية والمصرية إلى تسهيل مرور قافلة «الصمود» المغاربية المتجهة إلى معبر رفح، لكسر الحصار عن غزة، مؤكدة على ضرورة احترام الحق في التضامن الإنساني.[46]
- هيومن رايتس ووتش تُدين طريقة التعامل مع القافلة في سرت، وذلك على إثر قمع جماعات مسلحة موالية للواء خليفة حفتر في شرق ليبيا، وممارسة التعذيب لأفراد من القافلة.[47]

## وصلات خارجية
- الموقع الإلكتروني لقافلة الصمود
- الحساب الرسمي لقافلة الصمود على فيسبوك.